# Gyöngyös
Gyöngyös este un oraș din Ungaria, județul Heves.

## Geografie
Gyöngyös este un oraș maghiar de 33.000 de locuitori, situat la 75 km de Budapesta, spre est, în județul Heves, la poalele masivului Mátra.

## Istorie

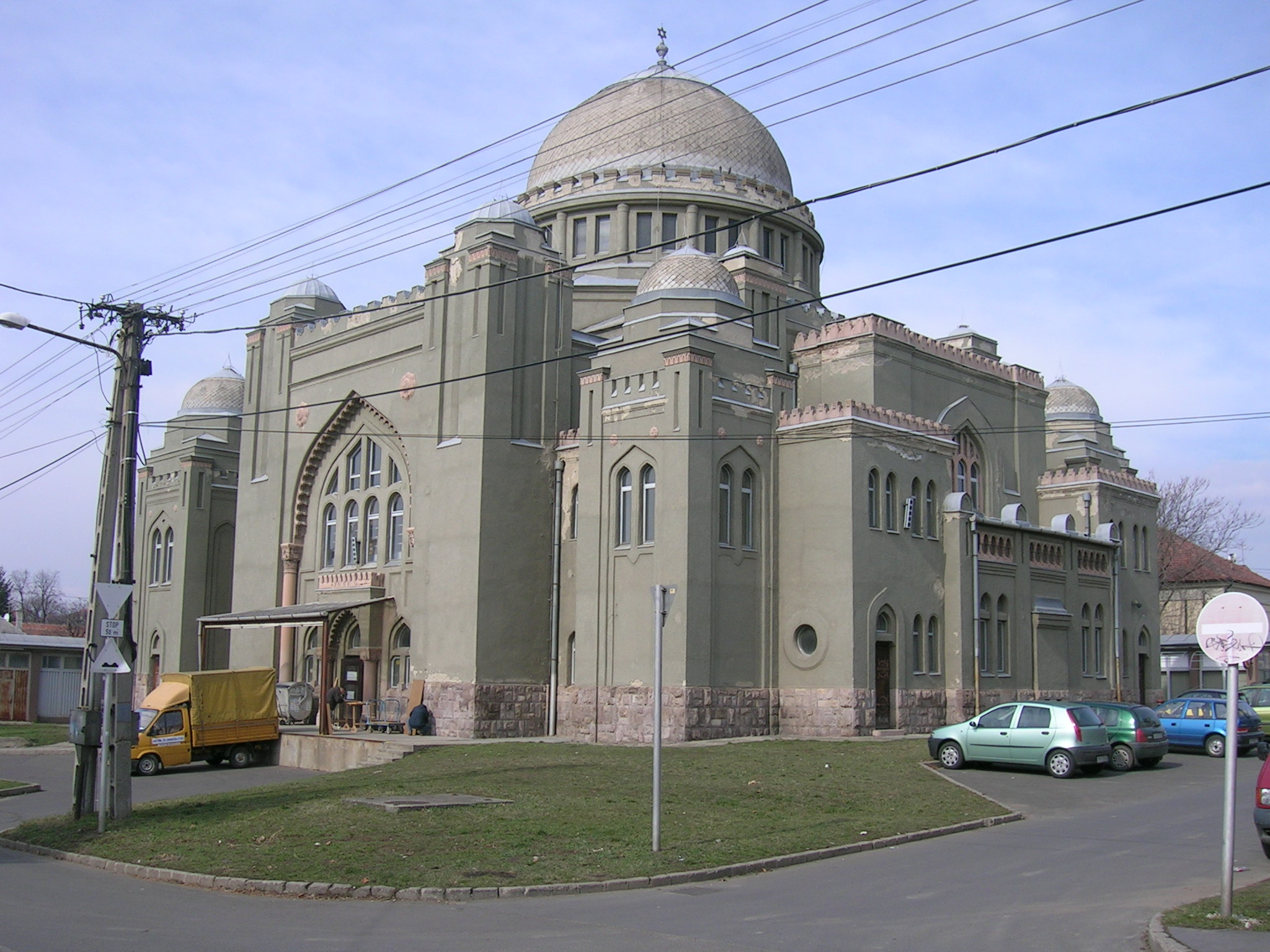
Sinagoga dezafectată din Gyöngyös

Orașul Gyöngyös a fost un centru înfloritor în timpul ocupației otomane.
Înainte de Al Doilea Război Mondial, orașul Gyöngyös adăpostea o importantă comunitate evreiască.

## Personalități
- Gabriella Csépe (n. 13 iunie 1973) înotătoare maghiară, de două ori participantă la Jocurile Olimpice de Vară, în 1988 și în 1992, s-a născut la Gyöngyös.
- Gábor Vona (n. Gábor Zázrivecz, la 20 august 1978), fiu al localității Gyöngyös, este un om politic maghiar.
- Gábor Fodor (n. 1962), parlamentar.

## Orașe înfrățite
- Târgu Secuiesc, România, din anul 1995;
- Pieksämäki, Finlanda, din 2000;
- Ringsted, Danemarca, din 1973;
- Sanok, Polonia, din 1995;
- Zeltweg, Austria.
- Shusha, Azerbaidjan.

## Galerie de imagini

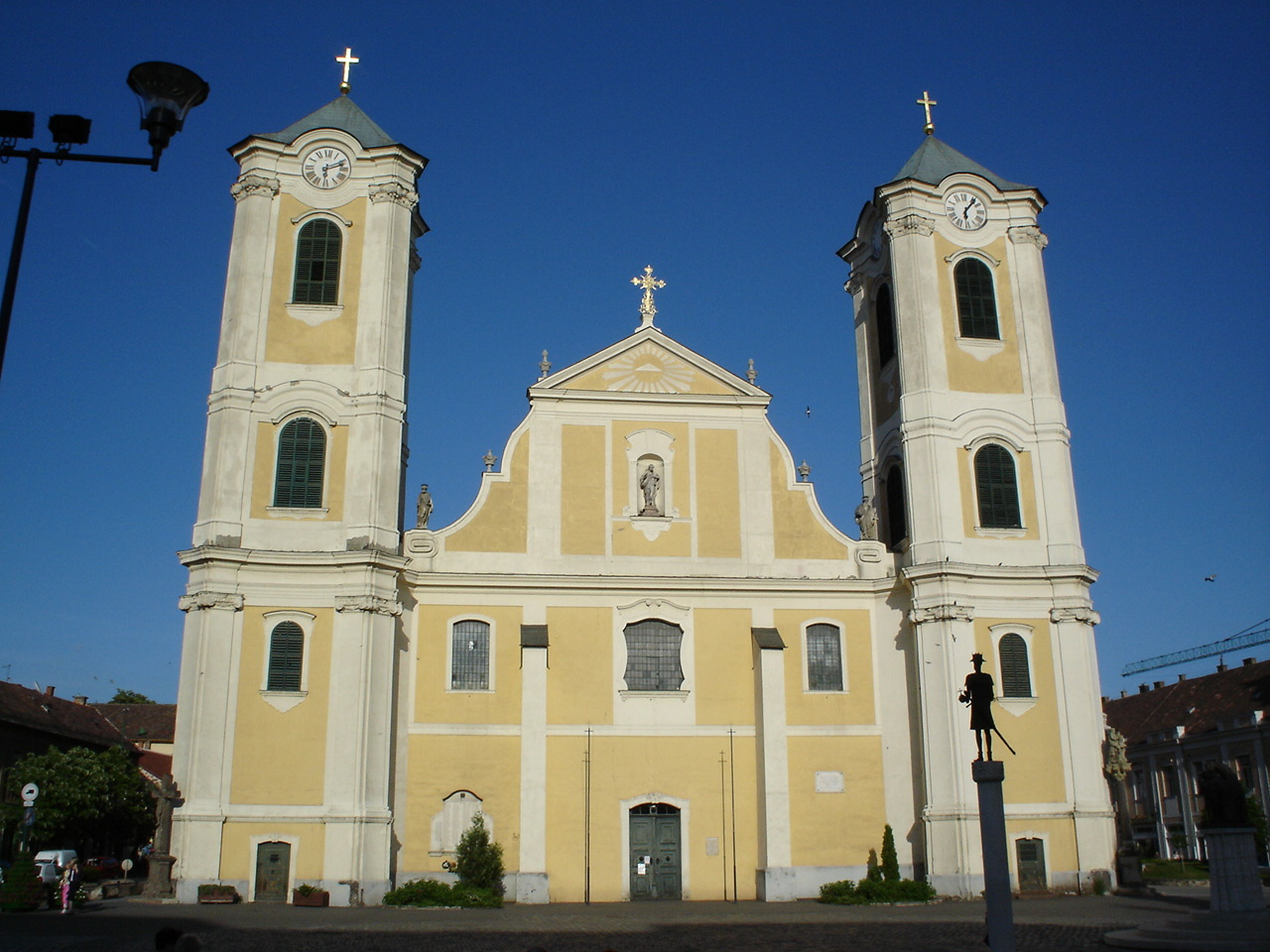
Biserica Sfântul Bartolomeu / Szent Bertalan
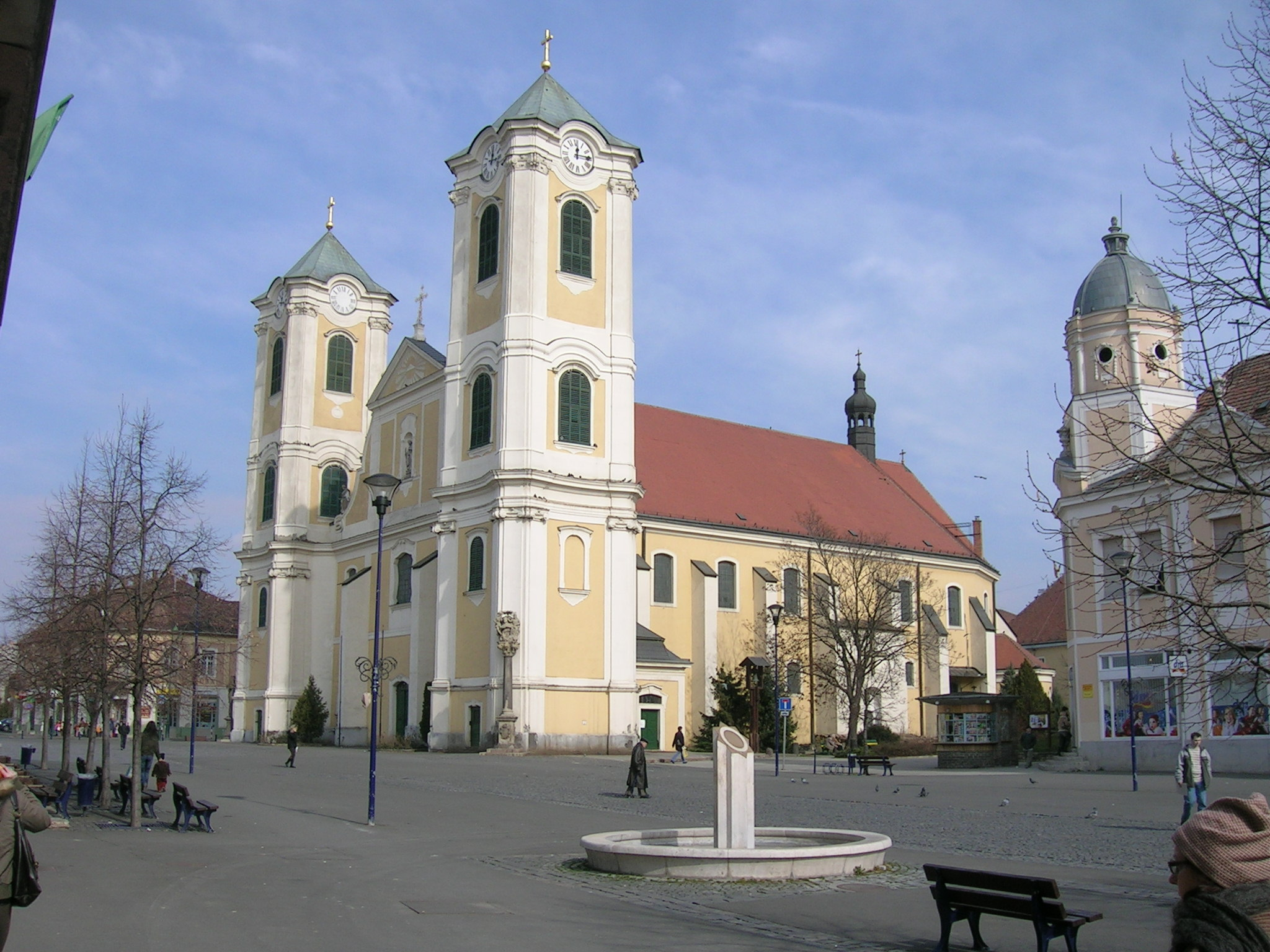
Biserica barocă Szent Bertalan / Sfântul Bartolomeu
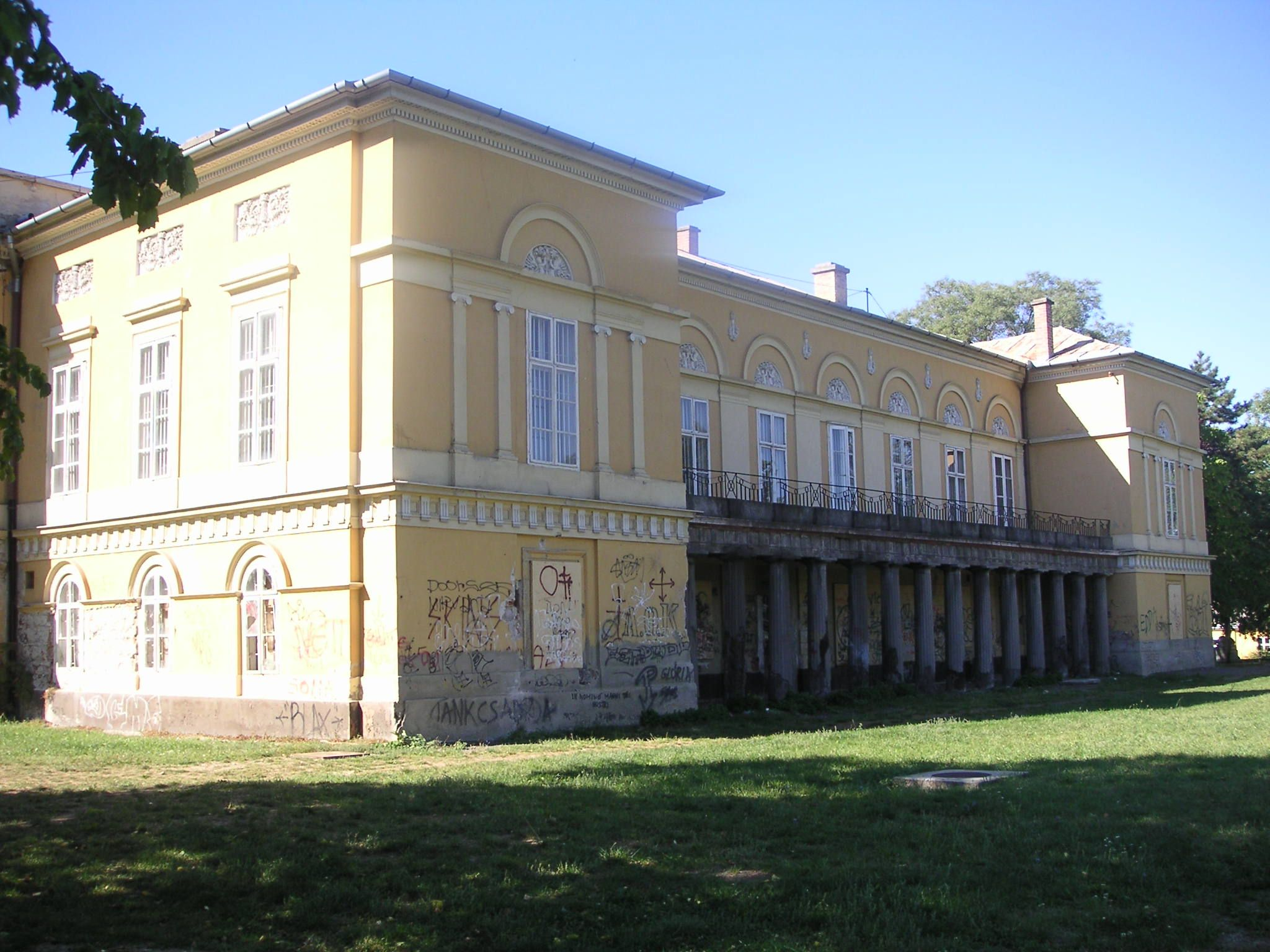
Esterházy-kastely / Palatul Esterházy
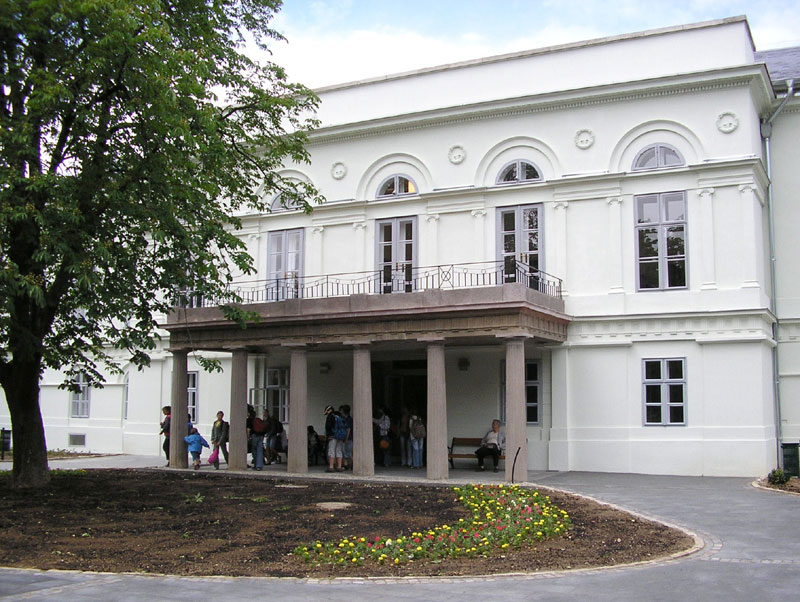
Muzeul Mátra, în Palatul Orczy
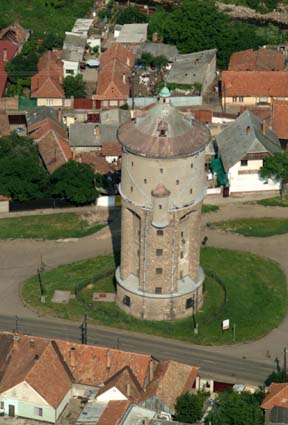
Vedere aeriană a Turnului de Apă, construit în 1927
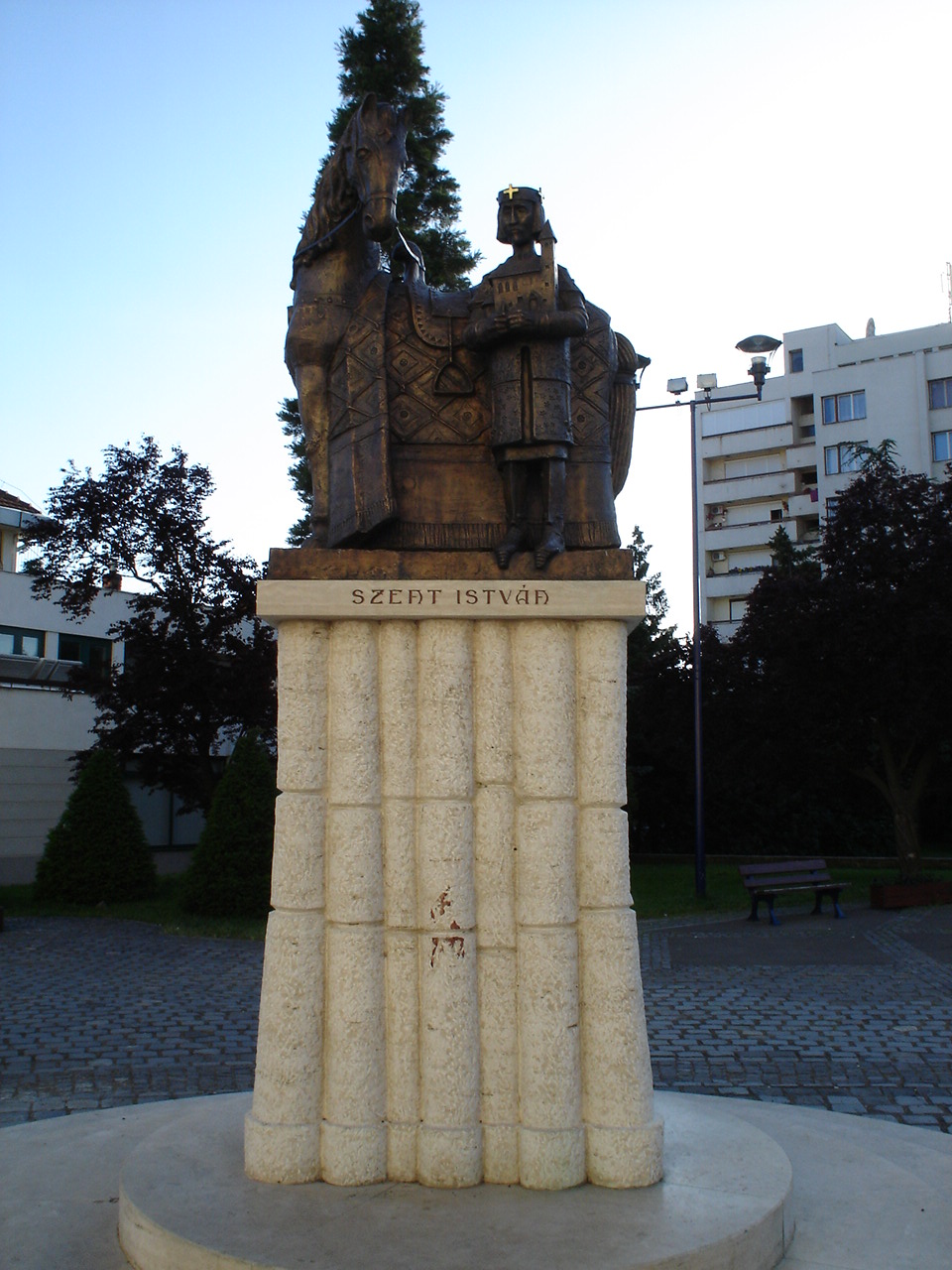
Statuia Sfântului Ștefan al Ungariei
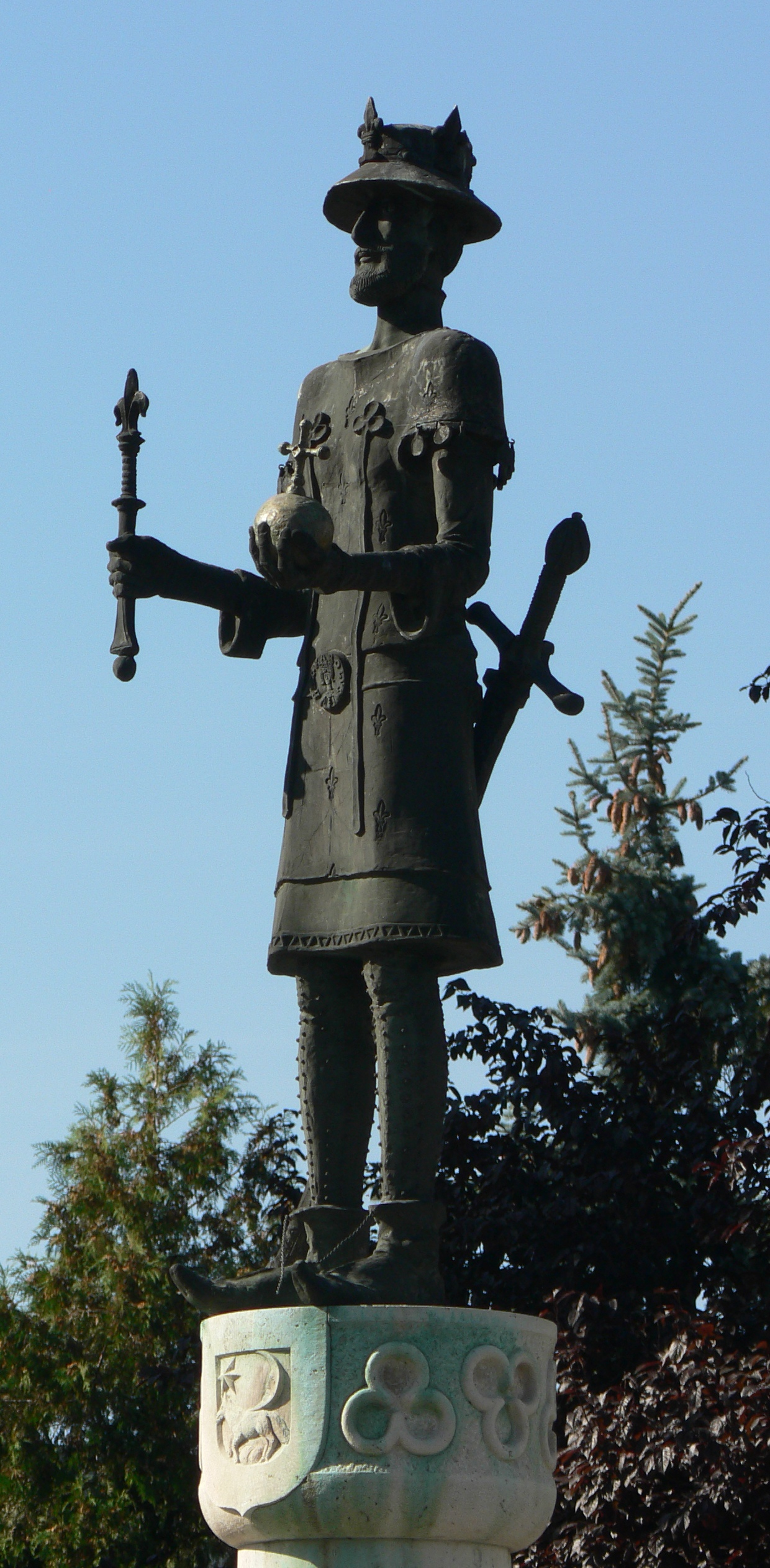
Statuia regelui Carol Robert d'Anjou
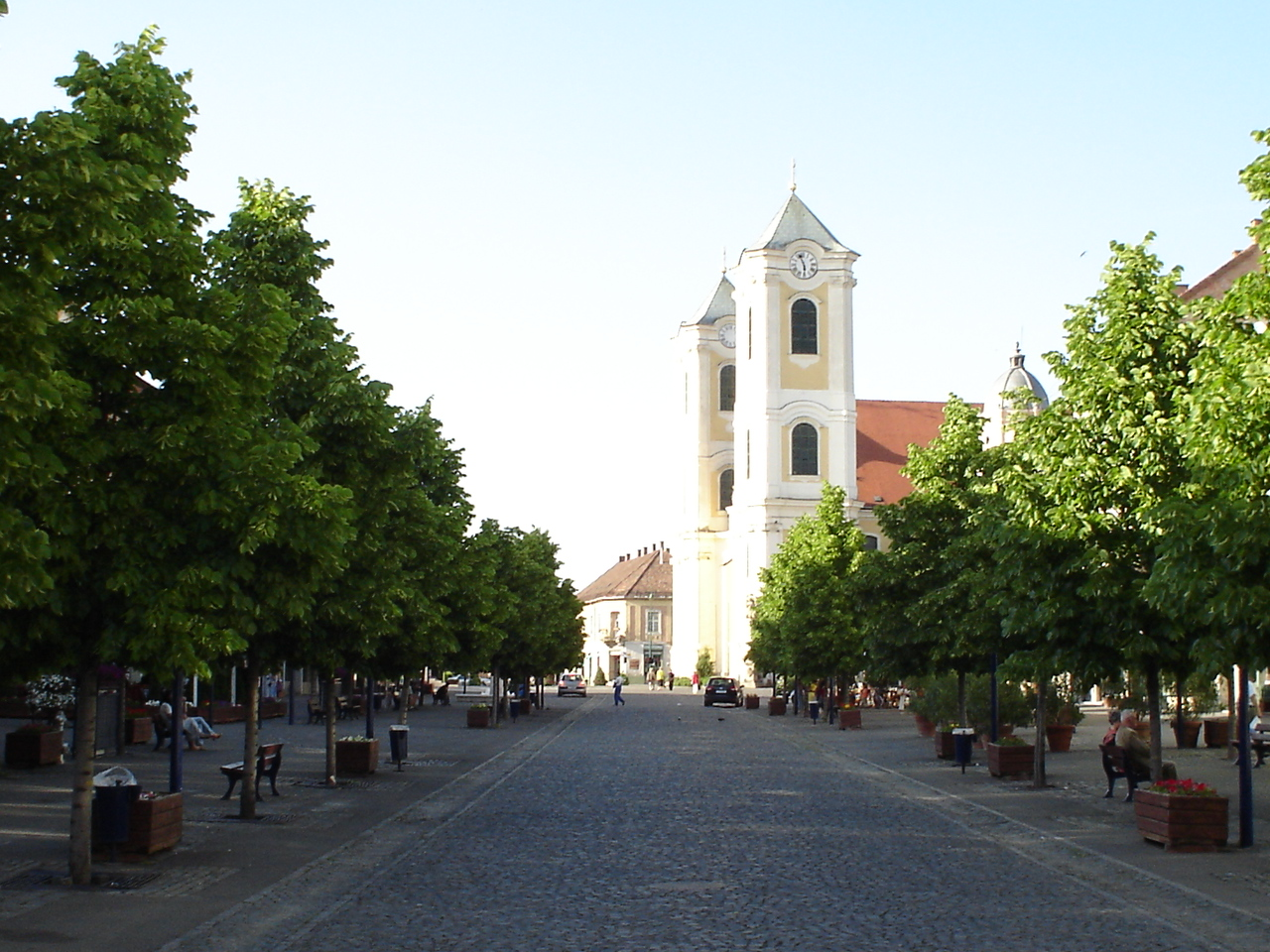
Gyöngyös, Piaţa Publică Centrală a oraşului; în fundal, Biserica barocă Szent Bertalan / Sfântul Bartolomeu

## Demografie
Componența etnică a orașului Gyöngyös
     Maghiari (93,79%)
     Romi (4,1%)
     Necunoscut (0,71%)
     Alții (1,4%)
Componența confesională a orașului Gyöngyös
     Romano-catolici (45,27%)
     Fără religie (19,76%)
     Reformați (4,17%)
     Atei (1,88%)
     Necunoscută (28,14%)
     Alte religii (2,09%)
Conform recensământului din 2011, orașul Gyöngyös avea 30.728 de locuitori. Din punct de vedere etnic, majoritatea locuitorilor (93,79%) erau maghiari, cu o minoritate de romi (4,1%). Apartenența etnică nu este cunoscută în cazul a 0,71% din locuitori. Nu există o religie majoritară, locuitorii fiind romano-catolici (45,27%), persoane fără religie (19,76%), reformați (4,17%) și atei (1,88%). Pentru 28,14% din locuitori nu este cunoscută apartenența confesională.